# Tarcísio Motta
Tarcísio Motta de Carvalho (Petrópolis, 28 de janeiro de 1975), mais conhecido como Tarcísio Motta, é um professor e político filiado ao Partido Socialismo e Liberdade (PSOL). Atualmente é deputado federal pelo estado do Rio de Janeiro, eleito com cerca de 160 mil votos, tendo antes sido vereador da capital fluminense por dois mandatos.

## História
Nascido em Petrópolis, região serrana do estado do Rio de Janeiro, começou sua carreira na militância política na Pastoral da Juventude. Em 1998, se formou em História pela Universidade Federal Fluminense (UFF), tendo posteriormente concluído mestrado e doutorado pela mesma instituição.
Foi professor na rede pública municipal em Duque de Caxias, na Baixada Fluminense, e também atuou na rede estadual. Foi diretor do Núcleo Duque de Caxias do Sindicato Estadual dos Profissionais da Educação (Sepe), e posteriormente veio a ser diretor estadual do sindicato, entre 2006 e 2012. Chegou a ser professor da rede privada e professor substituto da UFF. Posteriormente, virou professor concursado do Colégio Pedro II.
Ajudou a fundar e desde então permanece no Partido Socialismo e Liberdade. Por este partido, concorreu ao cargo de governador do Rio de Janeiro, nas eleições estaduais de 2014 e de 2018, obtendo, respectivamente, o quinto e o terceiro lugar nos pleitos. Nas eleições municipais de 2016 no Rio de Janeiro, foi eleito vereador, sendo o segundo mais votado do pleito para o cargo. Em 2020, ele foi reeleito vereador com 86.243 votos, sendo o candidato mais votado. Entre 2016 e 2018, foi presidente do PSOL Carioca, diretório municipal do partido no Rio de Janeiro.
Tarcísio é casado e possui 3 filhos.

## Vereador do Rio de Janeiro
Critico ao governo de Marcelo Crivella, ex prefeito da cidade, Tarcísio integrou a CPI dos Ônibus, e criticou constantemente a falta de interesse em se verificar as irregularidades do sistema por parte do governo e de outros vereadores.
Tarcísio é ainda presidente da CPI das Enchentes, onde critica a falta de investimento da gestão municipal na prevenção dos estragos causados por enchentes. Nesta segunda CPI, o mesmo denunciou a prática de cartel na contratação de projetos pela prefeitura. Na conclusão da CPI, propôs o indiciamento do ex prefeito Marcelo Crivella e de secretários municipais.
Tentou criar a CPI do Porto Maravilha, para averiguar as denuncias de corrupção nas obras realizadas na zona portuária da cidade e abrir o que chamou de "caixa-preta" do porto maravilha, mas sem sucesso.
Na Câmara Municipal, foi defensor do impeachment de Marcelo Crivella, aberto em 2019 sob acusação de improbidade administrativa, inclusive assinou um relatório alternativo a favor do impeachment de Crivella, após a recomendação da comissão responsável pela análise do pedido rejeitá-lo.
Aprovou seu projeto de lei que cria o Espaço Coruja, programa de acolhimento para crianças com instalação de um espaço infantil noturno para famílias que tenham suas atividades profissionais ou acadêmicas concentradas nesse período.
Critico ao Governo Bolsonaro, em uma discussão na Câmara de Vereadores, foi chamado de "fofinho" de forma pejorativa pelo vereador e filho do presidente Jair Bolsonaro, Carlos Bolsonaro.
Como colega de partido na Câmara dos Vereadores, Tarcísio foi responsável por ler no plenário um texto escrito por Marielle Franco, 13 dias após seu assassinato, relacionado ao plano municipal de educação. Motta também prestou depoimento de mais de três horas sobre o caso para a policia, referente à atuação de Marielle com os demais vereadores e seus últimos dias em geral. Às vésperas de completar um ano do assassinato de Marielle, Tarcísio desfilou na Sapucaí pela escola Mangueira, cujo desfile homenageou a ex-vereadora. O desfile venceu a competição de 2019.
Foi um dos grandes críticos da tentativa da Prefeitura do Rio de Janeiro de retirar livros considerados impróprios para menores da Bienal do Livro por promoverem a cena de um beijo homossexual. Tarcísio entrou com uma representação requerindo investigação de improbidade administrativa, censura prévia e violação do direito à liberdade de expressão. Atendendo à representação de Tarcísio e Renato Cinco, o Ministério Público do Estado do Rio de Janeiro abriu um inquérito civil para investigar se houve a prática de censura na Bienal por parte da Prefeitura e do prefeito Marcelo Crivella.

## Acusação de doutrinação política no Colégio Pedro II
Em 2017, apesar de licenciado do cargo de professor da conceituada instituição de ensino federal, Colégio Pedro II, seu vinculo com a instituição foi criticado por supostamente realizar "doutrinação política" com viés "de esquerda" na instituição. Foi acusado também de utilizar a instituição pública como um núcleo informal do Partido Socialismo e Liberdade, e fazer campanha por candidaturas de políticos do PSOL em local e horário de trabalho, principalmente quanto à campanha de Marcelo Freixo a prefeito do Rio de Janeiro em 2016. Devido ao vinculo federal da instituição, a ação de improbidade administrativa foi movida pelo Ministério Público Federal contra Tarcísio Motta, além do Sindicato dos Servidores do Colégio Pedro II (Sindscope), do então reitor do colégio, Oscar Halac , e outros três professores e dois servidores do colégio. O PSOL também foi alvo da ação, que teve repercussão nacional devido a seu caráter federal. Motta comentou a abertura da ação como sendo baseada "apenas em preconceitos politico-ideológicos". A acusação teve como base a denúncia de parentes de alunos e, de acordo com o procurador da República, comprovada com visitas à instituição e depoimentos. Ainda em 2017, um juiz federal rejeitou a denúncia contra os trabalhadores do colégio e o sindicato, alegando, entre outros pontos, que o uso de adesivos de campanhas em horário e local de trabalho não constitui improbidade administrativa.

## Resultados eleitorais
São resultados eleitorais de Motta: 
| Ano  | Eleição                     | Candidato a      | Partido | Despesas (R$) | Votos   | %      | Resultado | Ref           |
| ---- | --------------------------- | ---------------- | ------- | ------------- | ------- | ------ | --------- | ------------- |
| 2014 | Estaduais no Rio de Janeiro | Governador       | PSOL    |               | 712.734 | 8,92%  | 5º lugar  |               |
| 2016 | Municipal do Rio de Janeiro | Vereador         | PSOL    |               | 90.473  | 3,10%  | Eleito    | [ 29 ]        |
| 2018 | Estaduais no Rio de Janeiro | Governador       | PSOL    |               | 819.248 | 10,72% | 3º lugar  | [ 30 ]        |
| 2020 | Municipal do Rio de Janeiro | Vereador         | PSOL    |               | 86.243  | 3,27%  | Eleito    | [ 31 ]        |
| 2022 | Estaduais no Rio de Janeiro | Deputado Federal | PSOL    |               | 159.928 | 1,85%  | Eleito    | [ 32 ]        |
| 2024 | Municipal do Rio de Janeiro | Prefeito         | PSOL    | 2.798.427,51  | 129.344 | 4,20%  | 3º lugar  | [ 33 ] [ 34 ] |